# Gare de Loison
Gare de Loison vasútállomás Franciaországban, Loison-sous-Lens településen.

## Vasútvonalak
Az állomást az alábbi vasútvonalak érintik:
- Lens-Don-Sainghin-vasútvonal

## Kapcsolódó állomások
A vasútállomáshoz az alábbi állomások vannak a legközelebb:
- Gare de Sallaumines
- Gare de Pont-à-Vendin